# Eiler Madsen
Eiler Madsen (født 24. maj 1939 i København) er en dansk bronzebilledhugger, der har mange af sine værker udstillet rundt om i Odense. Han har desuden fra 1978 undervist i skulptur, klassisk tegning, samt anatomi ved Det Fynske Kunstakademi.
Foruden en række portrætter af europæiske videnskabsmænd og filosoffer gennem tiderne, såsom Sokrates, Tycho Brahe, Charles Darwin, Albert Einstein og Pablo Picasso, har han også ladet sig inspirere af H.C. Andersens eventyr.